# Fußball-Europameisterschaft der Frauen 1984/Frankreich
Dieser Artikel befasst sich mit der französischen Nationalelf bei der Fußball-Europameisterschaft der Frauen 1984.

## Erste Runde
Für diese erste, von der UEFA organisierte Fraueneuropameisterschaft hatten insgesamt 16 Nationalfrauschaften gemeldet. Diese wurden zunächst nach geographischen Gesichtspunkten auf vier Vierergruppen aufgeteilt, deren Siegerinnen anschließend das Halbfinale bestritten. Der Wettbewerb zog sich ab Mitte 1982 über annähernd zwei Jahre hin; sämtliche Paarungen wurden in Hin- und Rückspielen ausgetragen, und anders als bei den späteren Europameisterschaften gab es 1984 keine Endrunde in einem einzigen Land. Deshalb wird die erste Runde oder „Gruppenphase“ mal als Qualifikation, aber auch als Vorrunde bezeichnet; vom Wettbewerbsablauf entsprach sie einem Viertelfinale.
Die Französinnen wurden der Gruppe 3 zugewiesen, in der sie zwar Italien dessen einzige Niederlage beibrachten, aber gegen Portugal und die Schweiz zu viele Punkte vergaben, um sich für das Halbfinale qualifizieren zu können.
| Pl. | Team       | Sp. | S | U | N | Tore  | Pkt.  |
| --- | ---------- | --- | - | - | - | ----- | ----- |
| 1   | Italien    | 6   | 5 | 0 | 1 | 12:01 | 10:02 |
| 2   | Frankreich | 6   | 2 | 3 | 1 | 04:04 | 07:05 |
| 3   | Schweiz    | 6   | 1 | 3 | 2 | 04:06 | 05:07 |
| 4   | Portugal   | 6   | 0 | 2 | 4 | 01:10 | 02:10 |

30. Oktober 1982: Frankreich – Italien 1:0
4. Dezember 1982: Portugal – Frankreich 0:0
12. Februar 1983: Frankreich – Portugal 2:0
24. April 1983: Italien – Frankreich 3:0
7. Mai 1983: Frankreich – Schweiz 1:1
29. Oktober 1983: Schweiz – Frankreich 0:0

## Eingesetzte Spielerinnen
Die folgenden Spielerinnen kamen in den sechs Begegnungen zum Einsatz:
| Name                      | Verein                                          | Geburtstag | Spiele | Tore |
| Tor                       | Tor                                             | Tor        | Tor    | Tor  |
| ------------------------- | ----------------------------------------------- | ---------- | ------ | ---- |
| Sandrine Colombier        | AS Étrœungt                                     | 21.04.1964 | 6      | 0    |
| Abwehr                    |                                                 |            |        |      |
| Marie-Agnès Annequin      | VGA Saint-Maur                                  | 12.09.1960 | 6      | 0    |
| Sylvie Baracat            | VGA Saint-Maur                                  | 20.02.1965 | 1      | 0    |
| Patricia Mousel           | FC Lyon                                         | 13.02.1957 | 1      | 0    |
| Françoise Paulhac         | ASJ Soyaux                                      | 11.03.1962 | 5      | 0    |
| Sophie Ryckeboer-Charrier | AS Étrœungt                                     | 25.11.1964 | 6      | 0    |
| Marie-Françoise Sidibé    | Olympique Marseille/ US Cannes-Bocca/AS Moulins | 22.09.1962 | 6      | 0    |
| Mittelfeld                |                                                 |            |        |      |
| Fabienne Bentejac         | AS Moulins                                      | 06.06.1962 | 1      | 0    |
| Bernadette Constantin     | ASJ Soyaux                                      | 29.03.1963 | 6      | 0    |
| Élisabeth Loisel          | VGA Saint-Maur                                  | 01.08.1963 | 6      | 0    |
| Dominique Provost         | FCF Condéen                                     | 15.06.1961 | 1      | 0    |
| Florence Rimbault         | ASJ Soyaux                                      | 01.12.1963 | 4      | 0    |
| Sylvie Saunier            | AS Moulins                                      | 25.02.1965 | 6      | 0    |
| Michèle Wolf              | FC Lyon                                         | 29.08.1954 | 5      | 1    |
| Angriff                   |                                                 |            |        |      |
| Nicole Abar               | Stade Reims                                     | 05.07.1959 | 2      | 0    |
| Sylvie Bailly             | ASJ Soyaux                                      | 11.02.1960 | 4      | 0    |
| Marlène Farrugia          | US Cannes-Bocca                                 | 26.01.1960 | 2      | 0    |
| Isabelle Musset           | Stade Reims                                     | 10.09.1960 | 6      | 3    |
| Véronique Romagnoli       | AAJ Blois                                       | 11.07.1966 | 1      | 0    |
| Trainer                   |                                                 |            |        |      |
| Francis Coché             |                                                 | 05.08.1924 |        |      |